# Pseudomalmea boyacana
Pseudomalmea boyacana är en kirimojaväxtart som först beskrevs av James Francis Macbride, och fick sitt nu gällande namn av Laurentius 'Lars' Willem Chatrou. Pseudomalmea boyacana ingår i släktet Pseudomalmea och familjen kirimojaväxter. Inga underarter finns listade i Catalogue of Life.